# Affray Antal
Affray Antal (Peselnek, Erdély, 1664 körül – Nagyszombat, 1721) ferences rendi pap.

## Élete
Mint végzett logikus 1687-ben, 23 éves korában lépett a szerzetesrendbe, s 1690-ben szentelték fel. Hitszónokként működött, és 1696-tól megszakítás nélkül házfőnök volt, mígnem 1709-ben provinciálissá választották, amely tisztséget haláláig betöltötte.

## Műve
Életében nyomtatásban egyetlen munkája jelent meg:
- Spectabilis domicilla… A királyok királyának… bemutattatott… Berényi Klára kisasszony… (Pozsony, 1719, apácaavatáskor mondott búcsúztató)